# 涙よりはやく走れ/さっぱり行進曲
「涙よりはやく走れ/さっぱり行進曲」（なみだよりはやくはしれ/さっぱりこうしんきょく）は、日本のバンド・フラワーカンパニーズの7枚目のシングル。

## 解説
- バンド初の両A面シングル。
- 前作より4ヶ月ぶりのリリース。

## 収録曲
全作曲：鈴木けいすけ　全編曲：フラワーカンパニーズ
1. 涙よりはやく走れ (4:43)
作詞：鈴木けいすけ
NHK-FM放送「ミュージックスクエア」テーマ・ソング
2. さっぱり行進曲 (3:25)
作詞：鈴木けいすけ・グレートマエカワ

## 収録アルバム
- マンモスフラワー（#1）
- Singles & More 〜Antinos Years（#1）
- マンモスフラワー+6（#1, #2）